# Annelise Hoge
Annelise Hoge (* 2. Dezember 1945 in Schönfeld) ist eine deutsche Malerin und Grafikerin.

## Leben und Werk
Annelise Hoge verlebte ihre Kindheit in ihrem Geburtsort und absolvierte bis 1965 eine Berufsausbildung zum Maurer mit Abitur. Von 1965 bis 1967 studierte sie an der TH Dresden Architektur und von 1967 bis 1972 mit dem Abschluss als Diplom-Grafikerin bei Gerhard Kettner und Günter Horlbeck an der Hochschule für Bildende Künste Dresden. Danach arbeitete sie bis 1982 als freischaffende Malerin und Grafikerin, vor allem als Holzschneiderin, in Bergen auf Rügen. Von 1982 bis 1985 war sie Meisterschülerin von Werner Stötzer an der Akademie der Künste der DDR. Seitdem ist sie in Bergen wieder freischaffend tätig.
Annelise Hoge war bis 1990 Mitglied des Verband Bildender Künstler der DDR. Sie hatte im In- und im Ausland eine bedeutende Zahl von Einzelausstellungen und Ausstellungsbeteiligungen, in der DDR u. a. von 1977 bis 1988 an der VIII. bis X. Kunstausstellung der DDR in Dresden. Studienreisen führten sie u. a. 1964 und 1979 in die UdSSR und 1966 und 1978 nach Ungarn. Sie erhielt in der DDR mehrere Preise für grafische Arbeiten.
Werke Annelise Hoges befinden sich u. a. in der Kunsthalle Rostock und im Winckelmann-Museum Stendal.

## Werke (Auswahl)
- Porträt Frau K. (1976, Holzschnitt)[1]
- Mutter mit Kind in der Landschaft (1981, Holzschnitt; auf der IX. Kunstausstellung der DDR)[2]
- Urteil des Paris (1980, Holzschnitt, 21 × 25,7 cm)[3]
- Junger Mann vom Bau (1981, Holzschnitt; auf der IX. Kunstausstellung der DDR)[4]
- Geschwister im Bett (1982, Kaltnadelradierung; auf der IX. Kunstausstellung der DDR)[5]
- Usbekisches Mädchen (1985, Holzschnitt; auf der X. Kunstausstellung der DDR)[6]

## Ausstellungen (unvollständig)

### Einzelausstellungen
- 1976: Rostock, Heinrich Mann-Club
- 1980: Rostock, Kunsthalle Rostock
- 1982: Berlin, Galerie Mitte
- 1984: Erfurt, Galerie erph
- 1987: Stralsund, Stralsund Museum
- 1987: Dresden, Galerie West
- 1988: Wittenberg, Galerie des Kulturbundes
- 1992: Greifswald, Pommersches Landesmuseum
- 1998: Rostock, Marienkirche
- 2000: Ahrenshoop, Neues Kunsthaus Ahrenshoop (mit Astrid Mosch)
- 2001: Leipzig, Galerie Matthias Kleindienst
- 2001: Bretten, Kunstverein Bretten
- 2003: Berlin, Galerie im Turm
- 2004: Rügen. Kunstverein
- 2005: Rügen, Palais Lottum
- 2007: Berlin, Galerie Zeisler
- 2009: Hamburg, Galerie Rose
- 2009: Neustadt, Schloss Landestrost

### Gruppenausstellungen seit der deutschen Wiedervereinigung
- 1991/92: Basel, Grafikmesse
- 1994: Frankfurt am Main, Art
- 1994: Düsseldorf, Grafikmesse (mit Matthias Kleindienst)
- 1995: Bonn, Frauenmuseum Bonn
- 1996: Ystadt, Kunstmuseum Ystad
- 1997: Rostock, Kunsthalle
- 1997: Frankfurt am Main, Art
- 2000: Arkona, Peilturm
- 2002: Klaipeda, Kunsthalle
- 2005: Tiflis, Staatliches Simon-Dschanaschia-Museum Georgien